# Беньямін Гюбнер
Беньямін Гюбнер (нім. Benjamin Hübner, нар. 4 липня 1989, Вісбаден) — німецький футболіст, захисник клубу «Гоффенгайм 1899».

## Ігрова кар'єра
Народився 4 липня 1989 року в місті Вісбаден. Почав футбольну кар'єру в 4-річному віці у «Веені» з рідного міста, де на той момент грали його старший брат Крістофер і батько Бруно. За основну команду Беньямін дебютував у 17 років навесні 2008 року, вийшовши на заміну в компенсований час у матчі проти «Фрайбурга». Всього у рідній команді провів чотири сезони (перший у Другій Бундеслізі, а наступні три у Третій лізі), взявши участь у 105 матчах чемпіонату. Більшість часу, проведеного у складі «Веена», був основним гравцем захисту команди.
Влітку 2012 року Гюбнер не став продовжувати контракт і після його закінчення на правах вільного агента став гравцем «Аалена», провівши два наступні сезони з командою у Другому дивізіоні.
У травні 2014 року було оголошено про перехід Гюбнера в «Інгольштадт 04», з яким він підписав трирічний контракт. За результатами першого сезону він вийшов з командою в Бундеслігу і дебютував у вищій німецькій лізі 15 серпня 2015 року в гостьовому матчі проти «Майнца» (1:0). 20 лютого 2016 року Гюбнер забив перший м'яч у Бундеслізі, вразивши ворота «Вердера» (2:0).
У травні 2016 року підписав контракт з клубом «Гоффенгайм 1899» до 2020 року. Станом на 12 лютого 2018 року відіграв за гоффенгаймський клуб 43 матчі в національному чемпіонаті.

## Статистика виступів

### Статистика клубних виступів
| Сезон                      | Команда                    | Чемпіонат                  | Чемпіонат | Чемпіонат | Національний кубок | Національний кубок | Національний кубок | Континентальні кубки | Континентальні кубки | Континентальні кубки | Інші змагання | Інші змагання | Інші змагання | Усього | Усього |
| Сезон                      | Команда                    | Ліга                       | Ігор      | Голів     | Ліга               | Ігор               | Голів              | Ліга                 | Ігор                 | Голів                | Ліга          | Ігор          | Голів         | Ігор   | Голів  |
| -------------------------- | -------------------------- | -------------------------- | --------- | --------- | ------------------ | ------------------ | ------------------ | -------------------- | -------------------- | -------------------- | ------------- | ------------- | ------------- | ------ | ------ |
| 2007–08                    | «Веен»                     | 2БЛ                        | 1         | 0         | -                  | -                  | -                  | -                    | -                    | -                    | -             | -             | -             | 1      | 0      |
| 2008–09                    | «Веен»                     | 2БЛ                        | 17        | 0         | КН                 | 1                  | 0                  | -                    | -                    | -                    | -             | -             | -             | 18     | 0      |
| 2009–10                    | «Веен»                     | 3Л                         | 34        | 1         | КН                 | 1                  | 0                  | -                    | -                    | -                    | -             | -             | -             | 35     | 1      |
| 2010–11                    | «Веен»                     | 3Л                         | 24        | 0         | -                  | -                  | -                  | -                    | -                    | -                    | -             | -             | -             | 24     | 0      |
| 2011–12                    | «Веен»                     | 3Л                         | 31        | 2         | КН                 | 1                  | 0                  | -                    | -                    | -                    | -             | -             | -             | 32     | 2      |
| Усього за «Веен»           | Усього за «Веен»           | Усього за «Веен»           | 107       | 3         |                    | 3                  | 0                  |                      |                      |                      |               |               |               | 110    | 3      |
| 2012–13                    | «Аален»                    | 2БЛ                        | 24        | 2         | КН                 | 2                  | 0                  | -                    | -                    | -                    | -             | -             | -             | 26     | 2      |
| 2013–14                    | «Аален»                    | 2БЛ                        | 32        | 2         | КН                 | 2                  | 0                  | -                    | -                    | -                    | -             | -             | -             | 34     | 2      |
| Усього за «Аален»          | Усього за «Аален»          | Усього за «Аален»          | 56        | 4         |                    | 4                  | 0                  |                      |                      |                      |               |               |               | 60     | 4      |
| 2014–15                    | «Інгольштадт 04»           | 2БЛ                        | 31        | 2         | КН                 | 1                  | 0                  | -                    | -                    | -                    | -             | -             | -             | 32     | 2      |
| 2015–16                    | «Інгольштадт 04»           | БЛ                         | 26        | 1         | КН                 | 1                  | 0                  | -                    | -                    | -                    | -             | -             | -             | 27     | 1      |
| Усього за «Інгольштадт 04» | Усього за «Інгольштадт 04» | Усього за «Інгольштадт 04» | 57        | 3         |                    | 2                  | 0                  |                      |                      |                      |               |               |               | 59     | 3      |
| Усього за кар'єру          | Усього за кар'єру          | Усього за кар'єру          | 220       | 10        |                    | 9                  | 0                  |                      |                      |                      |               |               |               | 229    | 10     |

## Особисте життя
Беньямін — син футбольного функціонера Бруно Гюбнера. Його старший брат Крістофер Гюбнер і молодший брат Флоріан Гюбнер також є професійними футболістами.